# Tipula lassenensis
Tipula lassenensis är en tvåvingeart som beskrevs av Alexander 1965. Tipula lassenensis ingår i släktet Tipula och familjen storharkrankar. Inga underarter finns listade i Catalogue of Life.